# Giro di Lombardia 2002
La Giro di Lombardia 2002, novantaseiesima edizione della corsa e valida come evento della Coppa del mondo di ciclismo su strada 2002, fu disputata il 19 ottobre 2002, per un percorso totale di 251 km. Fu vinta dall'italiano Michele Bartoli, al traguardo con il tempo di 6h14'49" alla media di 40,18 km/h.
Partenza a Cantù con 192 corridori di cui 77 portarono a termine il percorso.

## Squadre partecipanti
| N.      | Cod. | Squadra                          |
| ------- | ---- | -------------------------------- |
| 1-8     | SAE  | Saeco-Longoni Sport              |
| 11-18   | ACQ  | Acqua & Sapone-Cantina Tollo     |
| 21-28   | ALS  | Alessio                          |
| 31-38   | PAN  | Ceramiche Panaria-Fiordo         |
| 41-48   | COF  | Cofidis, le Crédit par Téléphone |
| 51-58   | C.A  | Crédit Agricole                  |
| 61-68   | CST  | CSC-Tiscali                      |
| 71-78   | DFF  | Domo-Farm Frites                 |
| 81-88   | EUS  | Euskaltel-Euskadi                |
| 91-98   | FAS  | Fassa Bortolo                    |
| 101-108 | FOT  | Formaggi Trentini                |
| 111-118 | GST  | Gerolsteiner                     |
| 121-128 | BAN  | iBanesto.com                     |

| N.      | Cod. | Squadra                 |
| ------- | ---- | ----------------------- |
| 131-138 | ALA  | Index-Alexia            |
| 141-148 | LAM  | Lampre-Daikin           |
| 151-158 | LAN  | Landbouwkrediet-Colnago |
| 161-168 | MAP  | Mapei-Quick Step        |
| 171-178 | MER  | Mercatone Uno           |
| 181-188 | ONE  | ONCE-Eroski             |
| 191-198 | PHO  | Phonak Hearing Systems  |
| 201-208 | RAB  | Rabobank                |
| 211-218 | TAC  | Tacconi Sport-Emmegi    |
| 221-228 | COA  | Team Coast              |
| 231-238 | CPK  | Team Colpack-Astro      |
| 241-248 | TEL  | Team Telekom            |

## Ordine d'arrivo (Top 10)
| Pos. | Corridore            | Squadra       | Tempo    |
| ---- | -------------------- | ------------- | -------- |
| 1    | Michele Bartoli      | Fassa Bortolo | 6h14'49" |
| 2    | Davide Rebellin      | Gerolsteiner  | s.t.     |
| 3    | Oscar Camenzind      | Phonak        | s.t.     |
| 4    | Marco Serpellini     | Lampre-Daikin | s.t.     |
| 5    | Francesco Casagrande | Fassa Bortolo | s.t.     |
| 6    | Michael Boogerd      | Rabobank      | s.t.     |
| 7    | Pablo Lastras        | iBanesto.com  | s.t.     |
| 8    | Joseba Beloki        | ONCE-Eroski   | s.t.     |
| 9    | Dario Frigo          | Tacconi Sport | s.t.     |
| 10   | Francisco Mancebo    | iBanesto.com  | s.t.     |